# Idarnes punctata
Idarnes punctata är en stekelart som först beskrevs av Mayr 1885.  Idarnes punctata ingår i släktet Idarnes och familjen fikonsteklar. Inga underarter finns listade i Catalogue of Life.